# Hate Love
Hate Love — дебютний студійний альбом російського реп-виконавця Face, випущений 8 квітня 2017 року.

## Опис
Дебютний студійний альбом Hate Love вийшов 8 квітня 2017 року під його власним лейблом. У платівку входять 17 композицій, загальна тривалість яких становить понад півгодини.

## Список композицій
| #     | Назва                          | Тривалість |
| ----- | ------------------------------ | ---------- |
| 1.    | «Жизнь»                        | 2:03       |
| 2.    | «Твоя тёплая постель»          | 1:20       |
| 3.    | «Лиза»                         | 3:00       |
| 4.    | «Десять пенсий»                | 2:10       |
| 5.    | «Золото на моей шее»           | 3:12       |
| 6.    | «Антидепрессант»               | 2:00       |
| 7.    | «Фестиваль красок»             | 1:36       |
| 8.    | «Дружбы не бывает»             | 2:38       |
| 9.    | «Два замка (Разговор с Лизой)» | 1:56       |
| 10.   | «Я нормальный»                 | 2:16       |
| 11.   | «Даёт»                         | 1:45       |
| 12.   | «Вместо мозга вода»            | 1:29       |
| 13.   | «Если рэп не даст мне денег»   | 2:11       |
| 14.   | «В комнатах тьмы»              | 2:58       |
| 15.   | «Смерть»                       | 2:46       |
| 16.   | «Жизнь после смерти»           | 0:23       |
| 17.   | «Дик пик»                      | 3:12       |
| 36:55 |                                |            |

## Оцінки
Інформаційне агентство InterMedia у своїй рецензії на альбом коментує його так:

Фейс став підлітковим реп-героєм, тому що вкрай точно описав від першої особи почуття та емоції покоління — перепади настрою, метання між ненавистю та любов'ю (див. назву альбому), розгубленістю та бравадою, суміш грубого цинізму та повітряного романтизму, фантазії про надзвичайні сексуальні перемоги та мрії про ніжну та єдину.